# Olomouc město (železniční zastávka)
Olomouc město je železniční zastávka (do roku 2019 železniční stanice) v Olomouci v Olomouckém kraji. Leží v km 3,782 neelektrizované jednokolejné železniční trati Olomouc – Senice na Hané – Prostějov mezi stanicemi Olomouc-Nová Ulice a Olomouc-Řepčín.
Zastávku obsluhují pravidelné osobní vlaky Českých drah linky M4 s intervalem 60 minut v pracovní dny a 120 minut ve dny pracovního klidu v obou směrech (tzn. ve směru Olomouc hl. n. a Senice na Hané, Drahanovice či Prostějov). Zastávka je zařazena do Integrovaného dopravního systému Olomouckého kraje.

## Poloha
Nachází se v olomoucké části Nová Ulice (přičemž stanice Olomouc-Nová Ulice se nachází v centrální části Olomouc) na ulici Boženy Němcové.
Na ulici Palackého se nachází zastávka tramvají Nádraží Město, kde zastavují linky 2 a 7.